# Studio dal ritratto di Innocenzo X
Studio dal ritratto di Innocenzo X è un dipinto di Francis Bacon del 1953, custodito all'Art Center di Des Moines, in Iowa.

## Descrizione e stile
L'opera mostra una figura distorta e deformata basata sul Ritratto di Papa Innocenzo X, dipinto da Diego Velázquez nel 1650; fa parte di una serie nutrita di dipinti sullo stesso tema, creati da Bacon tra il 1950 e i primi anni del decennio successivo, per un totale di quarantacinque quadri.

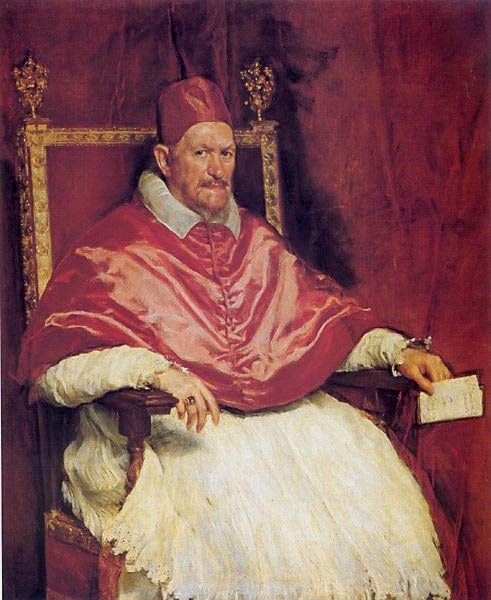
Ritratto di Papa Innocenzo X di Diego Velázquez.

Innocenzo X è dipinto principalmente con i colori bianco e viola, distanziandosi dalle tinte del capolavoro di Velázquez. Il papa è mostrato con la bocca spalancata in un urlo, mentre si tiene saldamente ai braccioli del trono; che è, quest'ultimo, molto stilizzato, reso con il solo utilizzo del colore giallo. Lo sfondo, a differenza dell'opera di Velázquez, è formato da un colore nero che fa risaltare la figura del pontefice. Tutto il dipinto è ricoperto di passate verticali di colore più chiaro, le quali rappresentano i tendaggi originalmente alle spalle di Innocenzo X, ora resi trasparenti.

## Interpretazioni
Una recente interpretazione che pone in dubbio che il papa che urla sia un'invenzione di Bacon è stata proposta da Alessandro Zinna. Secondo questa ipotesi, una testa si trova già nella tenda del dipinto originale di Velázquez. Nella variante del 1953 Bacon rivelerebbe questa presenza.